# Jacob Röhl
Jacob Eliesson Röhl, född 1756 i Stockholm, död där 1 juni 1822, var en svensk affärsman.
Jacob Röhl var son till kronobagaren i Stockholm Elias Röhl (1715–1796) och hans hustru Maria, född Hansen (1719–1782). År 1785 grundade han handelshuset Röhl & Hansen i Sveriges då nya koloni Saint-Barthélemy, vilket han drev tillsammans med sin kusin Adolf Fredrik Hansen. Handelshuset skeppade slavar från Afrika som såldes vidare i öns huvudort Gustavia. Men de handlade inte bara över Atlanten utan drev också transithandel mellan öarna i Karibien, då den transatlantiska handeln alltmer inskränktes av Storbritannien. Röhl & Hansen hade eget kontor i Gustavia, med omlastningslager och ett slags magasin där förslavade människor låstes in och såldes. Dessutom var Röhl & Hansen agenter för Svenska Västindiska Kompaniet under Saint-Barthélemys första år som svensk koloni.
Så byggde Jacob Röhl upp en förmögenhet som gav hans döttrar möjlighet till utbildning och konstnärlig verksamhet. Tillbaka i Sverige bosatte han sig på Skönstavik i Sköndal med sin familj. Han var gift med Maria Christina Kierrman (1779-1814) och hade fem döttrar som nådde vuxen ålder, bland dem lärarinnan Gustafva Röhl och konstnärinnan Maria Röhl.